# Curcuma zedoaria
Curcuma zedoaria är en enhjärtbladig växtart som först beskrevs av Gottlieb Friedrich Christmann, och fick sitt nu gällande namn av William Roscoe. Curcuma zedoaria ingår i släktet Curcuma och familjen Zingiberaceae. Inga underarter finns listade i Catalogue of Life.
Växten hör hemma i Ostinidien, under 1700-talet importerades roten till Europa för att användas som botemedel mot kräkningar och mask.

## Bildgalleri

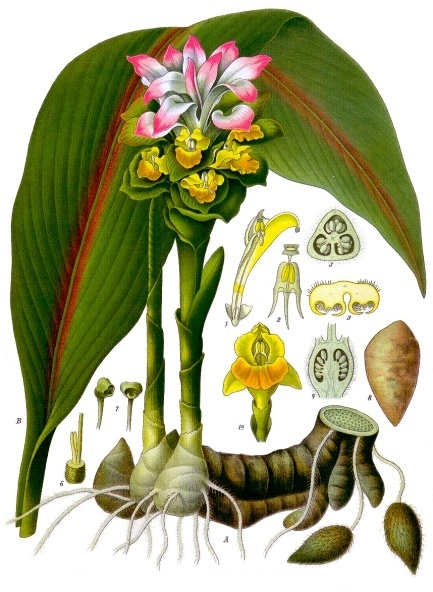
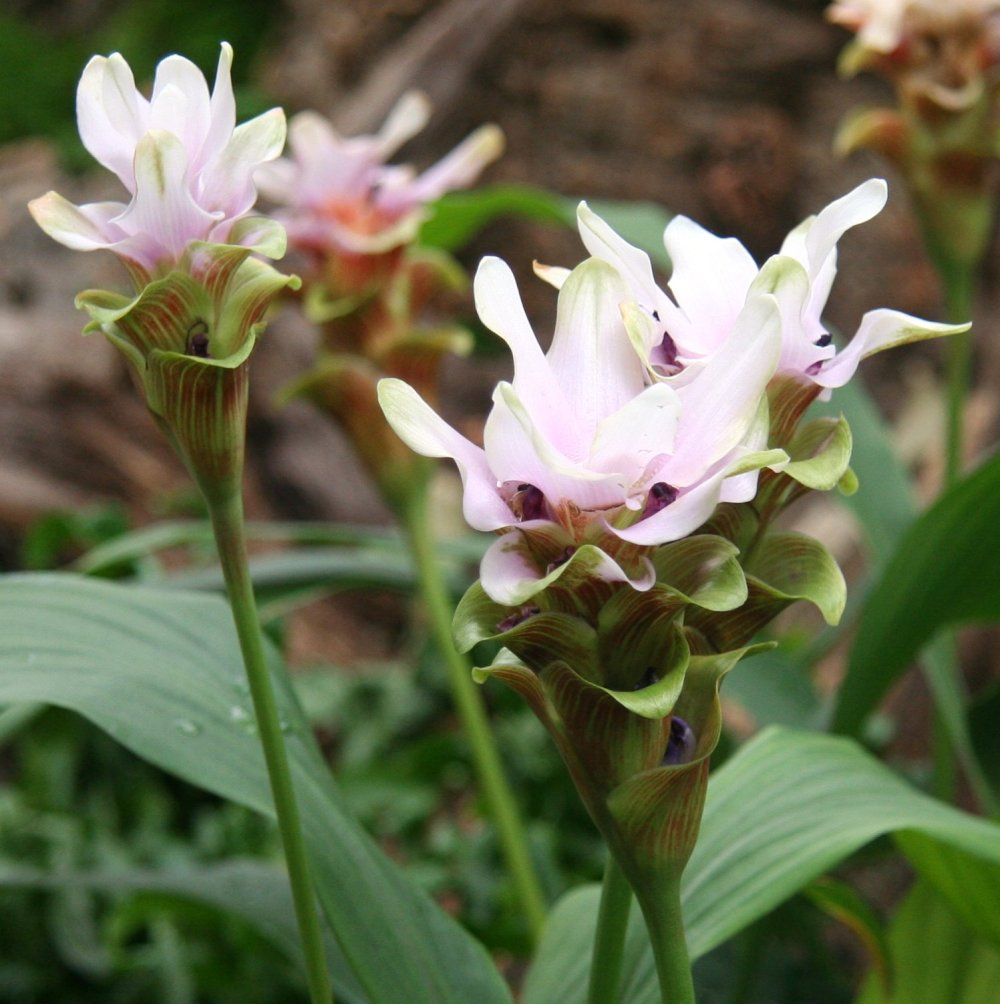
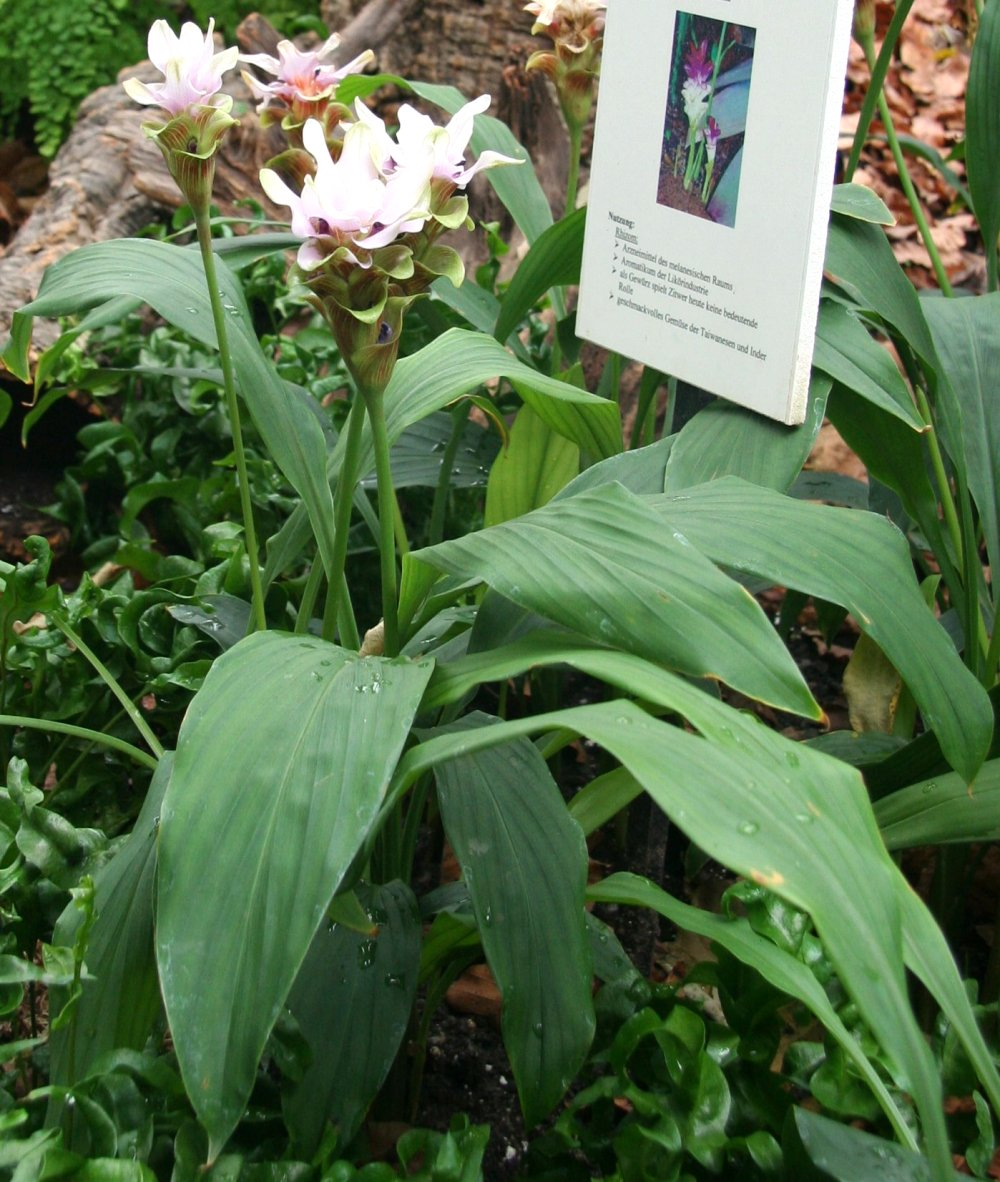
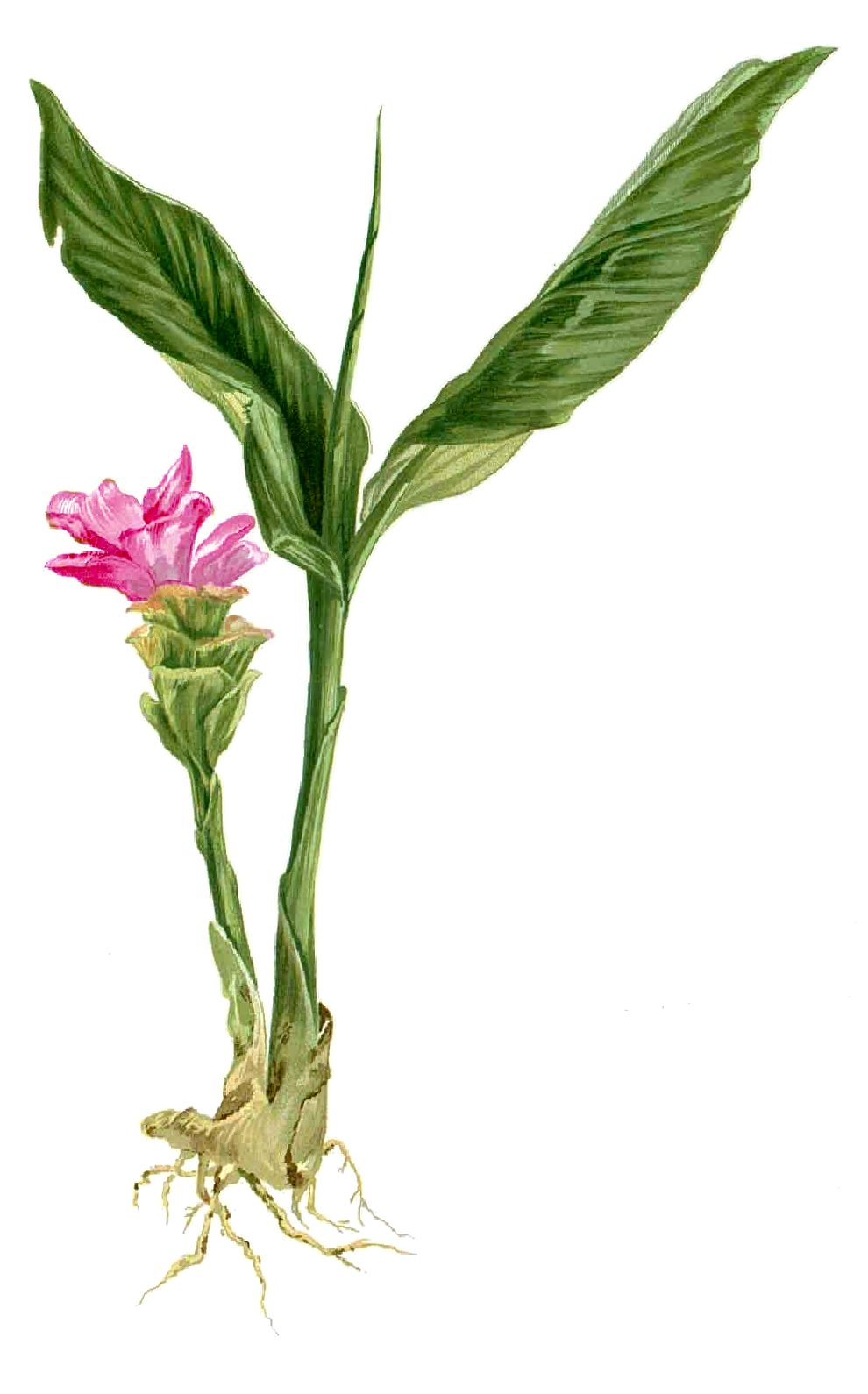
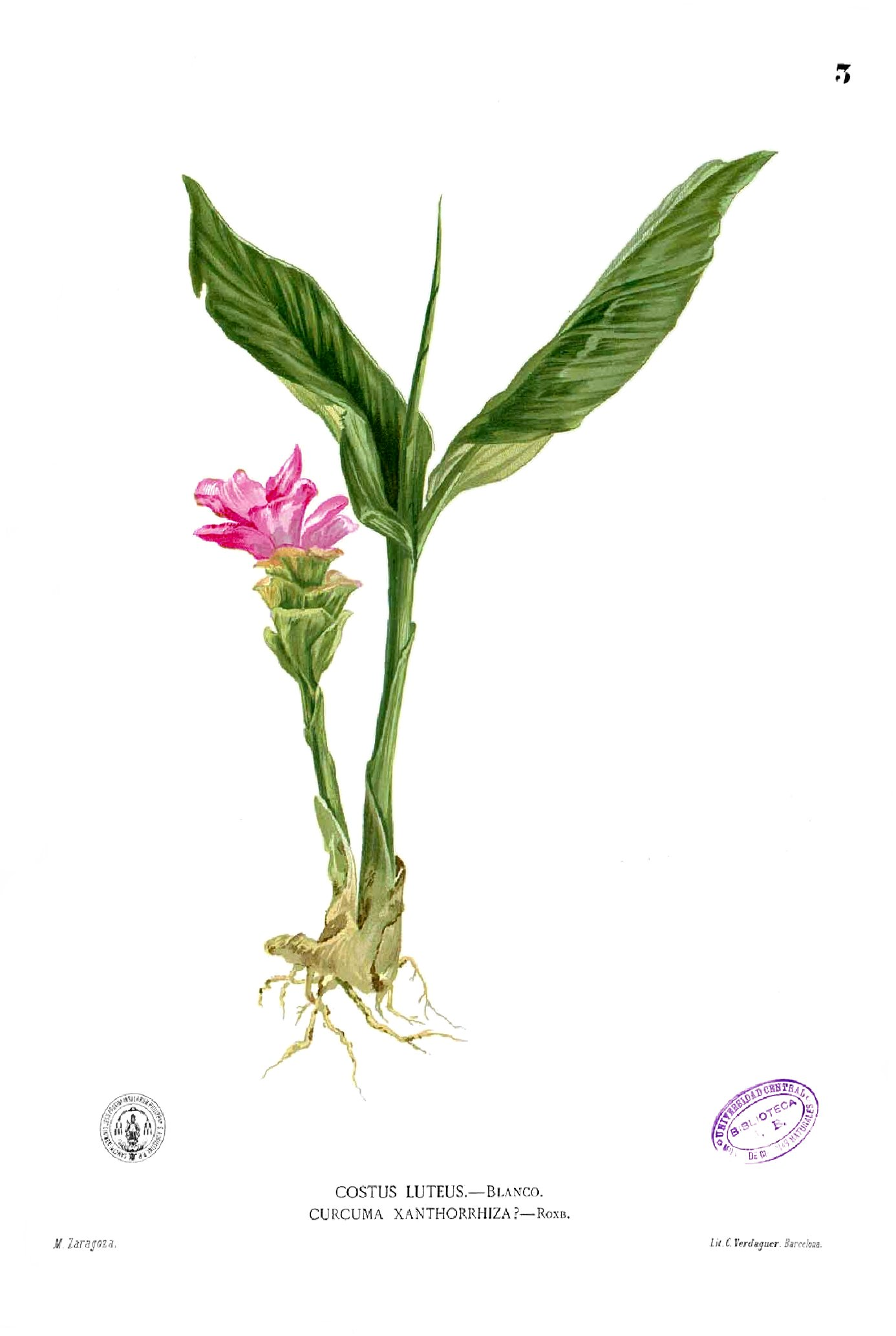